# Naomi Ackie
Naomi Ackie (Walthamstow, Londres, 22 de agosto de 1991) es una actriz británica, conocida por su papel como Jannah en la película Star Wars: Episodio IX - El ascenso de Skywalker (2019). En 2022 interpetó a Whitney Houston en el biopic I Wanna Dance with Somebody.

## Primeros años
Naomi Ackie nació y se crio en Walthamstow, Londres, hija de inmigrantes de segunda generación de Granada. Su padre era un empleado de Transport for London y su madre trabajaba para el Servicio Nacional de Salud del Reino Unido. Tiene un hermano mayor y una hermana. Acudió a la Walthamstow School for Girls.
Su primer papel fue a los 11 años, interpretando al ángel Gabriel en una obra escolar de Navidad. Estudió en el Royal Central School of Speech and Drama, y se graduó en 2012.

## Carrera
El primer papel exitoso en el cine de Ackie fue en Lady Macbeth (2016), por la que ganó el premio British Independent Film a la Recién Llegada Más Prometedora en 2017. Posteriormente, apareció en las películas Yardie (2018) y Star Wars: Episodio IX - El ascenso de Skywalker (2019). También consiguió un papel principal en la segunda temporada de la serie de comedia The End of the F***ing World (2019).

## Filmografía
| Año  | Título                                           | Papel           | Notas        |
| ---- | ------------------------------------------------ | --------------- | ------------ |
| 2015 | I Used to Be Famous                              | Amber           | Cortometraje |
| 2016 | Lady Macbeth                                     | Anna            |              |
| 2018 | Yardie                                           | Mona            |              |
| 2019 | The Corrupted                                    | Grace           |              |
| 2019 | Star Wars: Episodio IX - El ascenso de Skywalker | Jannah          |              |
| 2022 | I Wanna Dance with Somebody                      | Whitney Houston |              |
| 2024 | Mickey 17                                        | Nasha           |              |
| 2024 | Parpadea dos veces                               | Frida           |              |

### Televisión
| Año  | Título                       | Papel          | Notas                                    |
| ---- | ---------------------------- | -------------- | ---------------------------------------- |
| 2015 | Doctor Who                   | Jen            | 1 episodio ("Cara a cara con el cuervo") |
| 2016 | The Five                     | Gemma Morgan   | Miniserie (2 episodios)                  |
| 2016 | Damilola, Our Loved Boy      | Council Worker | Película para televisión                 |
| 2018 | Vera                         | Louise Everitt | 1 episodio ("Black Ice")                 |
| 2018 | The Bisexual                 | Ruby           | 5 episodios                              |
| 2019 | Cleaning Up                  | Beth           | 2 episodios                              |
| 2019 | The End of the F***ing World | Bonnie         | Papel principal (temporada 2)            |